# Aeroportul Parai-tepuí
Aeroportul Parai-tepuí (IATA: PPH, ICAO: SVPX) este un aeroport din Bolívar, Venezuela.
Situat la o altitudine de 853 m, aeroportul dispune de o singură pistă.